# Agrotis basilinea
Agrotis basilinea là một loài bướm đêm trong họ Noctuidae.